# Polisportiva Filottrano Pallavolo
Polisportiva Filottrano Pallavolo är en volleybollklubb från Filottrano, Italien. Föreningen grundades 1971. Under många år spelade både dam- och herrlag i de regionala ligorna, men i början av 2000-talet gjordes en satsning på damlaget med stöd av en stor sponsor. Det ledde till att de debuterade i B2 2006, i B1 2010, i A2 2014 och i A1 2017. Laget lyckades klara sig kvar i högsta serien under tre säsonger, varefter de till säsongen 2020-2021 gick ner till serie B1.